# Restauración Tongzhi
La Restauración Tongzhi (en chino tradicional, 同治中興; en chino simplificado, 同治中兴; pinyin, Tóngzhì Zhōngxīng; Wade-Giles, T'ung-chih Chung-hsing;  c. 1860–1874) fue un intento de detener el declive dinástico de la dinastía Qing restaurando el orden tradicional. La dura realidad de la guerra del Opio, los tratados desiguales y los levantamientos masivos de mediados de siglo de la Rebelión Taiping hicieron que los funcionarios Qing reconocieran la necesidad de fortalecer China. La Restauración Tongzhi recibió su nombre del emperador Tongzhi (r. 1861-1875), y fue diseñada por la madre del joven emperador, la emperatriz viuda Cixí (1835-1908). Sin embargo, la restauración, que aplicó el «conocimiento práctico» al tiempo que reafirmaba la antigua mentalidad, no fue un auténtico programa de modernización. Los académicos están divididos en cuanto a si la Restauración Tongzhi detuvo el declive dinástico o simplemente retrasó su inevitable aparición.

## Movimiento de autofortalecimiento
La Restauración de Tongzhi fue el resultado directo del Movimiento de Autofortalecimiento liderado por los estadistas Zeng Guofan (que llegó a virrey) y Li Hongzhang para revitalizar el gobierno y mejorar las condiciones culturales y económicas. El proyecto más exitoso del Movimiento de Autofortalecimiento fue el primero, el establecimiento en 1861 de una oficina de asuntos exteriores para gestionar la diplomacia. En 1862 se crearon escuelas de idiomas extranjeros en inglés y francés, pero la matrícula era bastante reducida porque los jóvenes ambiciosos preferían sumergirse en la preparación del examen de confucianismo. En 1865 se crearon arsenales y en 1867 un astillero naval. Sus productos rindieron muy mal en las guerras contra las potencias europeas, pero dieron al gobierno una potencia de fuego superior contra las revueltas campesinas. En 1870 se creó una fábrica de maquinaria y a partir de 1872 se enviaron estudiantes a Estados Unidos para cursar estudios superiores. En 1877 se abrieron minas de carbón. En 1888 se botó la Flota de Beiyang para reemplazar a la flota hundida por los franceses en 1884. El profesor Immanuel C. Y. Hsu concluye que las reformas fueron básicamente superficiales y se limitaron sobre todo al armamento y la maquinaria. No hubo ningún intento de explotar las ideas o métodos occidentales, por lo que «apenas arañó la superficie de la modernización, sin lograr un gran avance en la industrialización.» Dos importantes derrotas en las guerras con Francia y Japón demostraron que China no podía defenderse. Las reformas estaban mal organizadas, con escasa dirección desde la corte real, dejándola en manos de autoridades provinciales mal equipadas que competían entre sí.

## Historiografía
La principal historiadora de la Restauración Tongzhi, Mary C. Wright, la describió como «la última resistencia del conservadurismo chino», argumentando que «no sólo una dinastía, sino también una civilización que parecía haberse derrumbado, revivió para durar otros sesenta años gracias a los extraordinarios esfuerzos de hombres extraordinarios en la década de 1860». John K. Fairbank escribió: «Que los Qing consiguieran sobrevivir a los ataques internos e internacionales se debe en gran parte a los cambios de política y liderazgo conocidos como la Restauración Qing».